# العلاقات الإثيوبية الفلسطينية
العلاقات الفلسطينية الإثيوبية هي العلاقات الثنائية بين فلسطين وإثيوبيا.
اعترفت إثيوبيا بفلسطين في 4 فبراير 1989  تدعم إثيوبيا القضية الفلسطينية وتعارض الاحتلال الإسرائيلي للأراضي الفلسطينية، وكانت تتبنى مواقف داعمة للحقوق الفلسطينية في المنظمات الدولية. افتتحت سفارة فلسطين في إثيوبيا في إطار تعزيز العلاقات الثنائية بين البلدين. وتأتي هذه الخطوة في إطار جهود فلسطين الرامية إلى توسيع دائرة التحالفات والشراكات الدولية، وتعزيز التعاون مع الدول الإفريقية.

## تاريخ
في 1947، صوتت إثيوبيا في الأمم المتحدة لصالح قرار تقسيم فلسطين، الذي أدى إلى إنشاء دولة إسرائيل واعتراف الأمم المتحدة بها.
في 1984، اعترفت إثيوبيا بدولة فلسطين، وهي إحدى الدول الأفريقية الأولى التي اعترفت بها. وقد أعلنت إثيوبيا عن دعمها الثابت لحقوق الشعب الفلسطيني ودعم الجهود الدولية لتحقيق السلام والاستقرار في المنطقة.
في 19 أبريل 2008، قدم زهير الشن أوراق اعتماده سفيرًا لفلسطين لدى إثيوبيا للرئيس الإثيوبي غيرما ولد غيورغيس.
في 26 أكتوبر 2015، قدم نصري خليل سليم أبو جيش أوراق اعتماده سفيرًا لفلسطين لدى إثيوبيا للرئيس الإثيوبي مولاتو تيشومي. 
في 5 يوليو 2017، بحث الرئيس الفلسطيني محمود عباس، في العاصمة الأثيوبية أديس أبابا، مع رئيس وزراء أثيوبيا هايلي مريام ديسالين سبل
تعزيز العلاقات، والمصالح المشتركة، بين البلدين.
في 6 يناير 2022، قدم فارس القب أوراق اعتماده سفيرًا لفلسطين لدى إثيوبيا للرئيسة الإثيوبية سهلي ورق زودي.